# Kyle Walker-Peters
Kyle Leonardus Walker-Peters (født 13. april 1997) er en engelsk professionel fodboldspiller, som spiller for Premier League-klubben West Ham.

## Klubkarriere

### Tottenham Hotspur
Walker-Peters kom igennem ungdomsakademiet hos Tottenham Hotspur, og fik sin seniordebut med klubben den 13. august 2017 i en Premier League-kamp imod Newcastle United. Han scorede sit første mål for klubben den 28. februar 2018 i en FA Cup-kamp imod Rochdale.

### Southampton
Walker-Peters skiftede i januar 2020 til Southampton på en lejeaftale. Han skiftede i august af samme år til klubben på et permanent skifte.

## Landsholdskarriere

### Ungdomslandshold
Walker-Peters har repræsenteret England på flere ungdomsniveauer.

### Seniorlandshold
Walker-Peters for Englands landshold den 26. marts 2022.